# Stanisław Wigura
Stanisław Wigura (n. 9 aprilie 1903, Jîtomîr sau 9 aprilie 1901, Varșovia - d. 11 septembrie 1932) a fost un constructor, inginer și aviator polonez.
1. 1 2 3 4   https://encyklopedia.pwn.pl/haslo/;3996144.html Lipsește sau este vid: |title= (ajutor)